# Lilla Kizlinger
Lilla Kizlinger (ur. 2001) – węgierska aktorka filmowa. Studiowała pod kierunkiem Attili Janischa i Viktora Nagyego.
Jej debiutancka rola w wielowątkowym dramacie Im dalej w las, tym więcej drzew (2021) w reżyserii Benedeka Fliegaufa przyniosła jej pierwszego w historii Srebrnego Niedźwiedzia za najlepszą rolę drugoplanową na 71. MFF w Berlinie.